# Australische Boxmeisterschaften
Die australischen Meisterschaften sind die  wichtigsten und bedeutendsten australischen/ozeanischen Wettkämpfe im Boxen. Sie werden seit 1969 in relativ unregelmäßigen Abständen ausgetragen und von der AIBA organisiert. Die ersten Wettkämpfe fanden in Sydney in 10 Gewichtsklassen statt. 2002 wurden in vier Gewichtsklassen erstmals auch Frauenwettkämpfe ausgetragen. 1984 wurden die Wettkämpfe ausnahmsweise nicht in Australien/Ozeanien abgehalten, sondern in Taiwan.

## Wettkämpfe
| Nr. | Jahr | Ort          | Land            | Artikel |
| --- | ---- | ------------ | --------------- | ------- |
| 1   | 1969 | Sydney       | Australien      | Details |
| 2   | 1972 | Tahiti       | Tahiti          | Details |
| 3   | 1973 | Nouméa       | Neukaledonien   | Details |
| 4   | 1974 | Papeete      | Tahiti          | Details |
| 5   | 1979 | Dubbo        | Australien      | Details |
| 6   | 1982 | Auckland     | Neuseeland      | Details |
| 7   | 1983 | Sydney       | Australien      | Details |
| 8   | 1984 | Taipeh       | Taiwan          | Details |
| 9   | 1985 | Melbourne    | Australien      | Details |
| 10  | 1986 | Apia         | Samoa           | Details |
| 11  | 1987 | Awarua       | Cookinseln      | Details |
| 12  | 1988 | Papeete      | Tahiti          | Details |
| 13  | 1989 | Auckland     | Neuseeland      | Details |
| 14  | 1990 | Nukuʻalofa   | Tonga           | Details |
| 15  | 1992 | Apia         | Samoa           | Details |
| 16  | 1993 | Apia         | Samoa           | Details |
| 17  | 1994 | Port Vila    | Vanuatu         | Details |
| 18  | 1995 | Nukuʻalofa   | Tonga           | Details |
| 19  | 1997 | Port Moresby | Papua-Neuguinea | Details |
| 20  | 1998 | Wellington   | Neuseeland      | Details |
| 21  | 1999 | Papeete      | Tahiti          | Details |
| 22  | 2000 | Canberra     | Australien      | Details |
| 23  | 2001 | Suva         | Fidschi         | Details |
| 24  | 2002 | Taupō        | Neuseeland      | Details |
| 25  | 2003 | Papeete      | Tahiti          | Details |
| 26  | 2004 | Nukuʻalofa   | Tonga           | Details |
| 27  | 2005 | Port Moresby | Papua-Neuguinea | Details |
| 28  | 2007 | Apia         | Samoa           | Details |
| 29  | 2008 | Apia         | Samoa           | Details |
| 30  | 2010 | Canberra     | Australien      | Details |
| 31  | 2012 | Canberra     | Australien      | Details |
| 32  | 2015 | Canberra     | Australien      | Details |
| 33  | 2017 | Gold Coast   | Australien      | Details |